# Tambiski
Tambiski is een bestuurslaag in het regentschap Mandailing Natal van de provincie Noord-Sumatra, Indonesië. Tambiski telt 365 inwoners (volkstelling 2010).
Tambiski ligt op het eiland Sumatra in het zuiden van de provincie Noord-Sumatra. Ze ligt op een tiental kilometers van drie natuurreservaten rond Tambiski.